# Edvard Wallenqvist
Edvard Wallenqvist, född 27 juli 1894 i Ulricehamn, död 20 oktober 1986 i Stockholm, var en svensk målare, tecknare och grafiker.
Han var son till borgmästaren Carl Abraham Wallenqvist och Augusta Laura Cornelia Wästfelt. Efter studentexamen i Skara 1914 studerade Wallenqvist konst en kort tid för Gunnar Hallström innan han 1915 studerade för Carl Wilhelmson i Stockholm efter ett års uppehåll fortsatte han sina studier för Wilhelmson 1917–1918 därefter reste han till Köpenhamn där han studerade vid Ernst Goldschmidt och Astrid Holms ateljéer 1918–1918. I början av 1920-talet bosatte han sig i Paris och företog därifrån studieresor till Spanien, Tyskland, Italien och Jugoslavien. Som Ester Lindahlstipendiat 1934–1935 utökade han sina studieresor till Nederländerna, Belgien, Turkiet och Libyen. Han tilldelades Stockholms stads kulturstipendium två gånger under 1960-talet. Han var av medlemmarna i konstnärsgruppen Optimisterna. I Stockholm ställde han ut separat på bland annat Konstnärshuset, Modern konst i hemmiljö, Ateljé Borg, Lilla galleriet samt på Färg och Form och han genomförde separatutställningar i bland annat Linköping, Skara, Malmö och Carácas i Venezuela. Tillsammans med Sixten Lundbohm ställde han ut i Ulricehamn och tillsammans med Ragnar Högman i Ljusdal. Under 1910-, 1920- och 1930-talen medverkade han ett flertal gånger i Sveriges allmänna konstförenings salonger i Stockholm och i Optimisternas utställningar på Liljevalchs konsthall samt flera av Svenska konstnärernas förenings utställningar. Som skriftställare medverkade han med artiklar i Konstrevy och Arbetet, till operan Elvira Madigan 1939 skrev han librettot och han har även skrivit flera synops för balett och dikter. Hans konst består av porträtt, stilleben, figurer, landskap och fria kompositioner utförda i olja, akvarell, gouache samt teckningar i kol, krita, tusch eller träsnitt. Wallenqvist är representerad vid bland annat Göteborgs konstmuseum Moderna museet och Nationalmuseum i Stockholm och Kalmar konstmuseum, Malmö museum och Borås konstmuseum.